# 芝浜
『芝浜』（芝濱、しばはま）は古典落語の演目の一つ。三遊亭圓朝の作とされるが不確か。3代目桂三木助の改作が有名。三木助による名演以降、夫婦の愛情を暖かく描いた屈指の人情噺として知られるようになった。大晦日に演じられることが多い。また、5代目三遊亭圓楽が生前最後に演じた演目である。

## あらすじ
天秤棒一本で行商をしている魚屋の勝は、腕はいいものの酒好きで、仕事でも飲みすぎて失敗が続き、さっぱりうだつが上がらない、裏長屋の貧乏暮らし。その日も女房に朝早く叩き起こされ、嫌々ながら芝の魚市場に仕入れに向かう。しかし時間が早過ぎたため市場はまだ開いていない。誰もいない美しい夜明けの浜辺で顔を洗い、煙管を吹かしているうち、足元の海中に沈んだ革の財布を見つける。拾って開けると、中には目をむくような大金。有頂天になって自宅に飛んで帰り、さっそく飲み仲間を集めて大酒を呑む。
翌日、二日酔いで起き出した勝に女房、こんなに呑んで支払いをどうする気かとおかんむり。勝は拾った財布の金のことを訴えるが、女房は、そんなものは知らない、お前さんが金欲しさのあまりに酔ったまぎれの夢に見たんだろと言う。焦った勝は家中を引っ繰り返して財布を探すが、どこにもない。彼は愕然として、ついに財布の件を夢と諦める。つくづく身の上を考えなおした勝は、これじゃいけねえと一念発起、断酒して死にもの狂いに働きはじめる。
懸命に働いた末、三年後には表通りにいっぱしの店を構えることができ、生活も安定し、身代も増えた。そしてその年の大晦日の晩のことである。勝は妻に対して献身をねぎらい、頭を下げる。すると女房は、三年前の財布の件について告白をはじめ、真相を勝に話した。
あの日、勝から拾った大金を見せられた妻は困惑した。十両盗めば首が飛ぶといわれた当時、横領が露見すれば死刑だ。長屋の大家と相談した結果、大家は財布を拾得物として役所に届け、妻は勝の泥酔に乗じて「財布なぞ最初から拾ってない」と言いくるめることにした。時が経っても落とし主が現れなかったため、役所から拾い主の勝に財布の金が下げ渡されたのであった。
事実を知り、例の財布を見せられた勝はしかし妻を責めることはなく、道を踏み外しそうになった自分を真人間へと立ち直らせてくれた妻の機転に強く感謝する。妻は懸命に頑張ってきた夫をねぎらい、久し振りに酒でもと勧める。はじめは拒んだ勝だったが、やがておずおずと杯を手にする。「うん、そうだな、じゃあ、呑むとするか」といったんは杯を口元に運ぶが、ふいに杯を置く。「よそう。また夢になるといけねえ」

## 成立
三遊亭圓朝の三題噺が原作。三題噺とは、寄席で客から三つのお題を貰い、それらを絡めて、その場で作る即興の落語である。ある日のテーマが、「酔漢」と「財布」と「芝浜」だった。（3代目桂三木助は「三遊亭圓朝が作った『笹飾り』『増上寺の鐘』『革財布』の三題噺」と噺していた）。ここから生まれた三題噺がベースとなって、その後本作が成立したとされているが、『圓朝全集』に収録されていないことや圓朝以前に類似の物語があることから、この説を疑問とする声がある。現在のものとはストーリーも異なっていたという説もある。川戸貞吉は、8代目林家正蔵からの聞き書きとして、「昔の『芝浜』は、男が財布を拾った後、長屋の連中が財布を拾ってめでたいってんで、みんなで歌を歌って騒ぐだけの話で、軽い話だったよ」と述べているが、8代目正蔵が生まれる以前に口演速記された落語本ではすでに現在と同じ人情噺になっている。少なくとも19世紀中には『芝浜』として演じられた記録がある。
三田村鳶魚は、大正期の著書『鳶魚随筆』で、魚市場の成立年から、享保時代の出来事を寛政以後に落語に仕立てたと見ている。江戸中期の儒者松崎尭臣が享保9年（1724年）に書いた『窓のすさみ』で、大金を届けた正直者の芝浦の魚売りの話があり、これを落語にする際に、当時中沢道二の道話が流行していたことから、心学の訓話を織り込み、妻と酔っぱらいを加えて高座に上げやすくしたのだろう、と述べている。
太平洋戦争後、3代目桂三木助が安藤鶴夫ら、作家や学者の意見を取り入れて改作、十八番としたのが現在広く演じられているストーリーの基礎とされる。三木助存命中は他の噺家は遠慮したほどであるが、後には7代目立川談志をはじめ多くの落語家が演じて今に至る。噺のヤマが大晦日であることから、年の暮れに演じられることが多い。なお、上方では場所を住吉の浜に置き換えて、『夢の革財布』という演題で演じられている。

## 芝浜の描写
『芝浜』を演じた噺家は多いが、「芝浜の三木助」と謳われた3代目桂三木助が1950年代に演じたバージョンは特に高名である。
この演出には、落語評論家として知られ3代目桂三木助と親しかった作家の安藤鶴夫がブレーンとして携わったといわれている。読売新聞連載記事『名作聞書』には3代目桂三木助の『芝浜』が注釈つきで収録されている。
3代目桂三木助の『芝浜』の魅力は二つある。ひとつは絵画のように情景を写し出す描写力である。三木助は「落語とは何か」と問われて、「落語とは絵だ」と答えている。つまり「演者が丁寧に描写する絵（映像）を、聴き手に鮮明に見せることこそが重要だ」と主張したのである。
彼の理論に従えば、魚屋が市場にやってきた場面において、夜が明けて朝日に照らされた真白い浜、静かに揺れる穏やかな波、周囲に建物も何もない美しい芝浜を聴き手に見せることができるか否か、が本作の真髄であり醍醐味ということになる。『芝浜』という題名ながら、実際に芝浜が描かれるのはこの場面だけであり、非常に重要な見せ場といえよう。これは極めて高レベルの実力が噺家にも聴き手にも要求される。
3代目桂三木助は、暉峻康隆の助言により、冒頭に「明ぼのや　しら魚しろきこと一寸（いっすん）」という松尾芭蕉の句を挟むという独自演出をした。しかも、芭蕉の名を出さず「翁の句に」といったのである。
これらの風景描写は前述のようにファンには喜ばれたが、古典落語の範囲を逸脱していることから、落語業界内でも賛否がある。
5代目古今亭志ん生や3代目古今亭志ん朝は、芝浜の描写をせず、慌てて戻ってきた魚屋が財布を拾ってきたことを女房に語り聞かせる構成にしている。中でも志ん生は、三木助の芝浜について「芝の浜のくだりが長すぎて、あれじゃとても夢と思えねぇ」とも言ったという。
三木助に対しては概ね好意的である7代目立川談志も「三木助さんの芝浜は好き嫌いでいえば嫌でした。安藤鶴夫みたいなヤツのことを聞いて、変に文学的にしようとしている嫌らしさがある」「芭蕉と言わずに翁の句という」と批評している（いずれも『落語CDムック立川談志1 バンブームック「芝浜」』より）。
五街道雲助は三木助の芝浜について、「『たかが噺にそこまで』と云う反論もありましたし、私も文芸的にと云うのは好きではないのですが、この噺だけはそうした味つけがあってもよかろうと云う考えです。つまり、そうしたい気にさせる何かが有る噺なんですね。誰しもがそう思うようで、この噺ほど演る人によって持っていき方や工夫の違う噺もありません。それだけに演者の噺に対する姿勢や感覚を試されて、恐い噺なのかも知れません」と記している。
物語は、実力がありながら仕事に身を入れず、酒で一旦身を持ち崩した男が、一念発起し仕事に身を入れて見事に立ち直る、というストーリーとなっている。これは3代目桂三木助の実像とオーバーラップする。三木助個人に対して思い入れがあればあるほど、本作で感動することになる（もっとも3代目桂三木助の場合は酒でなく博打であるが）。
3代目三木助はこの演目で、1954年（昭和29年）の文部省芸術祭奨励賞を受賞した。
なお、3代目桂三木助の実演はCD（レコード）の形で複数販売されているが、残されている音源は1954年にNHKラジオで放送された一本のみである。また「録音に残っているものは短縮型の不充分な口演で、（録音を前提としない）実演は数段上であったように思う」という評がある（京須偕充『芝居と寄席と』）。本作・芝浜は長時間を要する話だが、ラジオ番組には時間の制約がある。3代目桂三木助はNHKの専属落語家だった。残されている録音の多くはラジオ放送用の収録を基にしたものだった。

### 女房の造形
「実は大金を拾ったのは現実だった。あたしが嘘をついた」と、最後に衝撃の告白をする女房。この女房をどのような人物として造形するか、これも重要である。
亭主がいつかちゃんと働くようになることを信じて亭主の仕事道具の手入れを欠かさない点も含めて、自堕落な亭主を機転を利かせて見事に更生させる、立派な女房として描かれる場合がほとんどである。それを聴き手は「実に偉い女房だ」「これこそ文句なしに素晴らしい夫婦愛だ」と賞賛する。しかし、この演出法に対しては、「『わざわざ更生させるために嘘をついてやったのだ』と言わんばかりで、その偉ぶり具合が鼻につく」として嫌う意見もある。
これとは正反対に7代目立川談志の型では、告白の時に「騙して申し訳ない」と心から謝罪して涙を流す、少し抜けた所があるが亭主を心底愛している偉ぶらない女房として造形する。反骨家の談志らしいアンチテーゼといえる。談志は三木助版を意識し、風景描写さえもなくすような演出を行ったこともある。
3代目柳家権太楼は一時期、亭主が激怒のあまり釈明を終えた女房を容赦なく殴打するという演出を行い、物議を醸したことがある。
林家つる子は、二ツ目当時の2021年に女性としての立場から物語に感じた違和感を元に、夫に惚れた女房の目線から描いた『芝浜』を初演。上演までの過程が翌年NHK『目撃！にっぽん』でドキュメンタリーとして放送された。

### 地名としての芝浜
芝浜は現在の東京都港区芝4丁目の第一京浜の南側にあたる地域にあった海岸線である。江戸から品川へかけての海は「袖ヶ浦」の呼称があり、この芝付近の陸側を芝浜、海上を芝浦と呼んでいた。
徳川家康が入府した頃は、漁民は芝に7人、金杉に4人という寒漁村だった。南側は薩摩藩邸に接し、本芝浦と金杉浦へかけ江戸時代には「沙濱」とも呼ばれる干網場となっていたが、江戸湊で家康の御座船が座礁したのをこの漁民が助け、褒美として家康から日本中のどこでも魚を獲ってもよいという許しを得たという。ここで荷揚げされた魚は将軍家にも上納され、「御用撰残魚売捌所」の名称で御菜浦の1つにもなった。この東海道筋の市は江戸庶民から「雑魚場（ざこば）」の愛称で呼ばれていた。
明治になると鉄道建設の計画が持ち上がり、汐留から横浜へ至る計画路線上に当地も検討された。しかし西郷隆盛を中心とする鉄道建設の反対派が薩摩藩邸付近の建設調査を拒んだため、やむなく明治政府はここを避けて沖合いの海上に築堤を築いて線路を通すことになり、結果として浜や河岸が保存されるに至った。
戦後から昭和30年代後半にかけては漁場や荷揚げの機能は他へ移り、この付近も埋め立てが加速度的に進んで新芝運河につながる入り堀として残っていた。入り堀には漁船が係留されてここを跨ぐ国鉄（現在のJR）の架橋は「雑魚場架道橋」とも呼ばれていたが、1968年（昭和43年）頃に入り堀も廃された。入り堀跡は現在は港区立本芝公園に、JRの架道橋下は遊歩道になっている。
当地に当初から唯一残るのは本芝の産土神としてある御穂鹿島神社のみになってしまうが、1978年（昭和53年）に当地に住んでいた福岡仙松の流れを汲む芝浜囃子の復活から20周年を記念した「芝濱囃子の碑」が神社内に建てられ、碑銘を『笑点』の題字でも知られる橘右近が刻んだ。芝浜を演じる落語家をはじめ、失われゆく風景を描写するものとして、落語ファンを喜ばせた。
なお、2017年（平成29年）から芝浦付近では、JR東日本による山手線・京浜東北線の新駅建設工事が始まっている。2018年12月4日、新駅の名称が「高輪ゲートウェイ駅」に正式決定したが、本作にちなんだ「芝浜」も公募数で第3位につけた。
2022年（令和4年）4月に港区芝浦一丁目に新規開校した小学校の校名は、「港区立芝浜小学校」である。

## 別媒体化・ベース作品

### 歌舞伎・新派
- 『芝浜革財布』（） - 1922年（大正11年）市村座初演の歌舞伎世話狂言。落語が原作である他、1903年（明治36年）には歌舞伎に先駆けて新派でも舞台化され、曾我廼家劇でも演じられた演目である。

### 映画化作品
- 白黒・サイレント映画
  - 『芝浜の革財布』：主演木下吉之助、吉沢商店、1910年
  - 『芝浜革財布』：主演・監督不詳、日活、1921年
  - 『夢の芝浜』：主演上田五万楽、監督水野正平、マキノ・プロダクション、1926年
  - 『芝浜の革財布』：主演谷幹一、監督久見田喬二、日活、1933年
- 白黒・トーキー映画
  - 『芝浜の革財布』：主演田村邦男、監督根岸東一郎・マキノ正博、マキノトーキー製作所、1936年

### 映画への翻案
- 『明烏』（2015年）

### 新作落語
古典落語の『芝浜』に基づく新作落語がいくつか作られている。
二代目快楽亭ブラックの『川柳の芝浜』は、『芝浜』の主人公の魚屋を落語家の川柳川柳（ブラックと親交が深く、酒癖が悪いことでも知られる人物）に置き換えたものである。ブラックは、オリジナルの『芝浜』は酒と縁を切って小市民的な幸せを掴むという筋書きであり、酒好きな自分としては嫌いな噺だと述べている。このため『川柳の芝浜』の結末は、主人公と酒との縁が切れない形に変えられている。
三遊亭白鳥の『チバ浜』は、若い落語家が千葉の浜辺でテポドンを拾うという話となっている。
林家たい平の『SHIBAHAMA』は、二つ目落語家（たい平自身がモデル）が『芝浜』を演じる参考にしようと芝公園を歩き回るうちに数万円の入った女物の財布を拾い、それがきっかけで落とし主の女性との交際が始まるという内容の作品。話の筋は恋物語的な要素が強くオリジナルの『芝浜』と大きく異なるが、サゲだけはオリジナルと同じになっている。

立川談笑の『芝浜・改』（または『シャブ浜』）は、主人公を覚醒剤中毒のトラック運転手にした現代劇の作品。大筋はオリジナルの『芝浜』と変わらないが、オリジナルの『芝浜』で妻が改心した夫に酒を勧める下りは、禁断症状に苦しむ夫に向かって妻が覚醒剤をちらつかせて覚醒剤を絶つ夫の決心が本物かどうか試すという凄惨な場面に改変されている。この『シャブ浜』は、談笑の師匠である立川談志の怒りを買い、しばらく上演を禁じられていた。

### ラジオドラマ作品
- 『芝浜』 - 風間杜夫、石田ひかり主演。村上大樹脚本。アドバイザーは林家たい平。文化放送企画・製作。2006年12月15日、文化放送新社屋メディアプラスホールにて公開生放送・生ドラマを行った[13]。
- 『ラジオドラマSHIBA-HAMA2018』 - 文化放送で2018年12月15日に放送されたラジオドラマ。主人公をオンラインゲームにはまった放送作家に置き換えた現代劇にアレンジしたもので、同局のラジオ番組『SHIBA-HAMAラジオ』でパーソナリティを務める落語家7名がキャストを担当[14]。

### テレビドラマへの翻案
- 『熱中時代2』（1981年） - 第28話「熱中先生と三千万円の宝くじ」（脚本：布施博一）
- 『大岡越前』第7部（1983年） - 第5話「夢で拾った五十両」（脚本：大西信行）
  - 『大岡越前3』（2016年） - 第5話「夢で拾った革財布」（脚本：大西信行）
- 『暴れん坊将軍VII』（1996年） - 第10話「夢で拾った百両」
- 『タイガー&ドラゴン』（2005年） - 第1話「芝浜」（脚本：宮藤官九郎）
- 『一休さん』（1978年） - 第103話「雪だるまと拾ったさいふ」（脚本：田代淳二）
- 宮城発地域ドラマ『ペペロンチーノ』（2021年） - （脚本：一色伸幸）

### 楽曲化作品
- 『芝浜ゆらゆら』 - 林家たい平とマシコタツロウによる企画で完成した曲。ただし、『SHIBAHAMA』にベースの重点が置かれている。
- 『SHIBAHAMAX～シバハマだいたいこんなかんじ』 - hy4_4yhのマキシシングルで、春風亭一之輔のプロデュースによる曲。歌詞は『芝浜』のストーリーのダイジェスト的な内容のラップで、年末に演奏されることが多いベートーヴェン「交響曲第9番」をモチーフにしたメロディや、YMOをオマージュしたサウンドで構成されている。

### 舞台
- 下町ダニーローズ第16回公演『演劇らくご 芝浜』（2014年）
- 劇団わらび座『ゆめの革財布』（2013年）

### 舞台への翻案
- 劇団ブラボーカンパニー『明烏 -akegarasu-』（2011年、2015年）

### その他
- 浅草オペラの創始者、高木徳子が夫とアメリカに滞在していた1910年代に、『又夢になると困る』と題して一幕三場の芝居として演じた[15]。
- 『コメディーお江戸でござる』では、若干のアレンジと創作を加えた「潮干狩りは三文の得」というエピソードが作られた。
- 『昭和元禄落語心中』の作中で、2代目有楽亭助六が温泉旅館で演じた（アニメ版〈声：山寺宏一〉の第1期第12話、ドラマ版〈演：山崎育三郎〉の第6話）。
- 『笑点』において、司会者の春風亭昇太が結婚前は「悔しかったら『芝浜』演ってみろ！」「お前には『芝浜』はできないよ」とネタにされることがしばしばあった（ 『芝浜』は夫婦愛を描いた人情噺の代表的な演目なので、長いこと独身だった昇太には気持ちを理解した演技はできないという意味）。なお、昇太は代表作の『ストレスの海』など高座で夫婦を扱った演目をかけることはあり、「『芝浜』ができない」はあくまでも『笑点』でのいじりネタである。
- 2021年1月に発売された三遊亭好楽の楽曲『熱燗二本〜噺家一代〜』のCDに、ボーナストラックとして好楽が口演する『芝浜』が収録されている。
- むかし家今松（7代目）は2004年から2018年まで新宿末廣亭12月下席夜の部の主任を務めたが、最終日の28日は『芝浜』で締めるのが恒例となっていた。
- 上野鈴本演芸場の12月中席夜の部では、トリが日替わりで『芝浜』もしくは芝浜をリスペクトした噺を演じる「年の瀬に芝浜を聴く会」を毎年行っている。
- 両国国技館で大晦日に行われるさだまさしカウントダウンコンサートでは「第一部」相当の出し物で「芝浜を聴く会」と称して一流の噺家による芝浜が演じられる。